# Казенав, Луи де
Луи де Казенав (16 октября 1897 — 20 января 2008) — предпоследний французский участник Первой мировой войны.

## Биография
Самый старый человек Франции, ветеран Первой мировой войны. В 1916 году стал пехотинцем и служил в пятом Сенегальском батальоне. Был участником одних из самых кровопролитных и жестоких боев Первой мировой войны: на реке Сомма в 1916 году и на реке Ена в 1917 году. В конце прошлого столетия де Казенав был удостоен гражданского ордена Почётного легиона, так как он отказался по этическим причинам от военного ордена . В 1919 — демобилизуется, начинает работать железнодорожником, а в 1920 — вступает в брак. Позднее у него рождаются три сына . За несколько лет до смерти ветеран де Казенав в интервью одной из газет Франции сказал, что «ничто не может оправдать войну».
Скончался Казенав 20 января 2008 года, после него остался ещё один ветеран Первой мировой войны — это Лазаре Понтичелли, однако 12 марта 2008 года не стало и его, также в возрасте 110 лет.